# David Flair
David Richard Fliehr (* 6. März 1979 in Minneapolis, Minnesota), besser bekannt unter seinem Künstlernamen David Flair, ist ein US-amerikanischer Wrestler. Er ist der Sohn von Wrestling-Ikone „The Nature Boy“ Ric Flair.

## Wrestling-Karriere

### World Championship Wrestling (1993 bis 2000)
Bereits seit 1993 hatte Flair Auftritte bei World Championship Wrestling, jedoch nicht als Wrestler, sondern als Ringbegleiter seines Vaters, des WCW-Präsidenten Ric Flair. 1999 gab er dann sein Debüt als Wrestler. Zunächst war er zusammen mit seinem Vater tätig, wandte sich jedoch innerhalb einer Storyline später gegen ihn und wurde Mitglied der nWo, einer die Übernahme der Promotion anstrebenden Gruppierung. Im Mai 1999 versöhnte er sich der Storyline zufolge mit seinem Vater und dieser stellte ihm draufaufhin sein Stable „The Four Horsemen“ zur Seite, das ihm bei seinen Matches behilflich sein sollte.
Da Ric Flair das Amt des WCW-Präsidenten ausführte, erklärte er seinen Sohn im Juli 1999 zum WCW United States Champion. Er verlor den Titel wieder, nachdem Ric Flair wegen eines Streits mit Eric Bischoff eine Zeit lang nicht aufgetreten war. Nach der Rückkehr seines Vaters begannen beide eine Fehde gegen Diamond Dallas Page und dessen Frau Kimberly. Nachdem Page seinen Vater verletzt hatte, zwang Flair ihn mit einer Attacke ebenfalls zu einer Auszeit; danach fehdete er mit Kimberly.
Ab Dezember 1999 formierte Flair ein Stable mit „Crowbar“ und „Daffney“, welches sich „New Hardcore Revolution“ nannte. Zusammen mit Crowbar gewann er im Januar 2000 das Finale eines Turniers um die vakanten WCW Tag Team Championship. 17 Tage später verloren sie die Titel wieder. Im Mai 2000 wurde das Team aufgelöst und Flair wurde Mitglied von Vince Russos Stable „New Blood“. Anschließend begann er abermals eine Fehde mit seinem Vater, ehe er Ende 2000 die WCW verließ.

### National Wrestling Alliance und World Wrestling Federation (2001 bis 2002)
Ab Anfang 2001 war Fliehr in verschiedenen Ligen des Dachverbandes National Wrestling Alliance beschäftigt und gewann dort zusammen mit Don Factor im März die NWA World Tag Team Championship. Zwei Tage später verloren sie die Titel und im Team mit Romeo Bliss gewann er wiederum einen Tag später die „NWA Georgia Tag Team Championship“. Ab Mai war er in der Entwicklungsliga Ohio Valley Wrestling der World Wrestling Federation tätig. Er fehdete hier mit Val Venis und bildete ein kurzlebiges Tag Team mit Mark Jindrak. In den Hauptshows hatte er nur zwei Auftritte; beide gegen The Undertaker.

### Total Nonstop Action Wrestling und Independent-Ligen (2002 bis 2006)
Im Dezember 2002 begann Fliehr für Total Nonstop Action Wrestling zu arbeiten. Hier wurde seine Ringfigur David Flair Mitglied von Vince Russos Stable „Sports Entertainment Xtreme“ und hatte eine kurze Fehde gegen Curt Hennig. Danach wurde er neben Brian Lawler und Erik Watts  Mitglied von „Next Generation“ und fehdete mit ihnen gegen Dusty Rhodes. Fliehr verließ TNA Anfang 2003.
Fliehr war erneut in Independent-Ligen aktiv und gewann im November den IWA Intercontinental Title, welchen er zwei Tage später wieder verlor. Nach Problemen mit IWA-Promoter Victor Quinones verließ er die Liga. Anschließend wurden seine Auftritte weniger und bis auf einen Auftritt bei einer Tour für All Japan Pro Wrestling 2004 sah man Fliehr kaum. Im Frühling 2006 hatte er ein sogenanntes „Dark“-Match gegen William Regal bei SmackDown! und machte danach Auftritte in der Organisation von Hermie Sadler.

## Erfolge
- bei der International Wrestling Association
  - 1× IWA Intercontinental Heavyweight Championship

- bei National Wrestling Alliance Wildside
  - 1× NWA Wildside Tag Team Championship – mit Romeo Bliss
  - 1× NWA World Tag Team Championship – mit Dan Factor
  - 1× NWA Tojo Yamamoto Memorial Cup Winner 2002

- bei World Championship Wrestling'
  - 1× WCW United States Heavyweight Championship
  - 1× WCW World Tag Team Championship – mit Crowbar

- bei anderen Promotionen
  - 1× AFE Heavyweight Championship